# Конвой PQ 4
Конвой PQ 4 (англ. Convoy PQ 4) — арктичний конвой транспортних і допоміжних суден у кількості 8 одиниць (5 радянських та 3 британських), що у супроводженні союзних кораблів ескорту прямував від берегів Ісландії до радянського порту Архангельськ. 17 листопада 1941 року конвой вийшов з Хваль-фіорду та без подій прибув до Архангельська 28 листопада 1941 року.

## Кораблі та судна конвою PQ 4

### Транспортні судна
| Назва                | Прапор          | Тоннаж (GRT) | Прим.                  |
| -------------------- | --------------- | ------------ | ---------------------- |
| Алма-Ата (1920)      | СРСР            | 3 611        |                        |
| Буденний (1923)      | СРСР            | 2 482        |                        |
| Dan-Y-Bryn (1940)    | Велика Британія | 5 117        | Судно командора конвою |
| Empire Meteor (1940) | Велика Британія | 7 457        |                        |
| Eulima (1937)        | Велика Британія | 6 207        |                        |
| Моссовет (1935)      | СРСР            | 2 981        |                        |
| Родина (1922)        | СРСР            | 4 441        |                        |
| Сухона (1918)        | СРСР            | 3 124        |                        |

### Кораблі ескорту
| Назва                         | Прапор                                  | Тип корабля                          | Прим.           |
| ----------------------------- | --------------------------------------- | ------------------------------------ | --------------- |
| Ближній та океанський ескорти |                                         |                                      |                 |
| «Бервік»                      | Військово-морські сили Великої Британії | важкий крейсер типу типу «Каунті»    | 25-27 листопада |
| HMS Bute                      | Військово-морські сили Великої Британії | протичовновий траулер                | 17-27 листопада |
| «Госсамер»                    | Військово-морські сили Великої Британії | тральщик типу «Гальсіон»             | 27-28 листопада |
| «Оффа»                        | Військово-морські сили Великої Британії | ескадрений міноносець типу «O»       | 25-27 листопада |
| «Онслоу»                      | Військово-морські сили Великої Британії | Лідер ескадрених міноносців типу «O» | 25-27 листопада |
| «Сігал»                       | Військово-морські сили Великої Британії | тральщик типу «Гальсіон»             | 27-28 листопада |
| «Спіді»                       | Військово-морські сили Великої Британії | тральщик типу «Гальсіон»             | 27-28 листопада |
| HMS Stella Capella            | Військово-морські сили Великої Британії | протичовновий траулер                | 17-27 листопада |